# 雅罗斯拉夫卡 (切尔尼戈夫州)
50°39′37″N 31°18′13″E / 50.66028°N 31.30361°E
雅羅斯拉夫卡（烏克蘭語：Ярославка）是位於烏克蘭北部切爾尼戈夫州裏尼任區的村莊，始建於1198年，面積7.17平方公里，海拔高度116米，2019年人口676，人口密度每平方公里166.2人。